# Grüntopf
Koordinaten: 48° 57′ 35,3″ N, 11° 24′ 8″ O
Der Grüntopf oder Grüner Topf ist eine Karstquelle bei Kipfenberg in der Fränkischen Alb.

## Lage

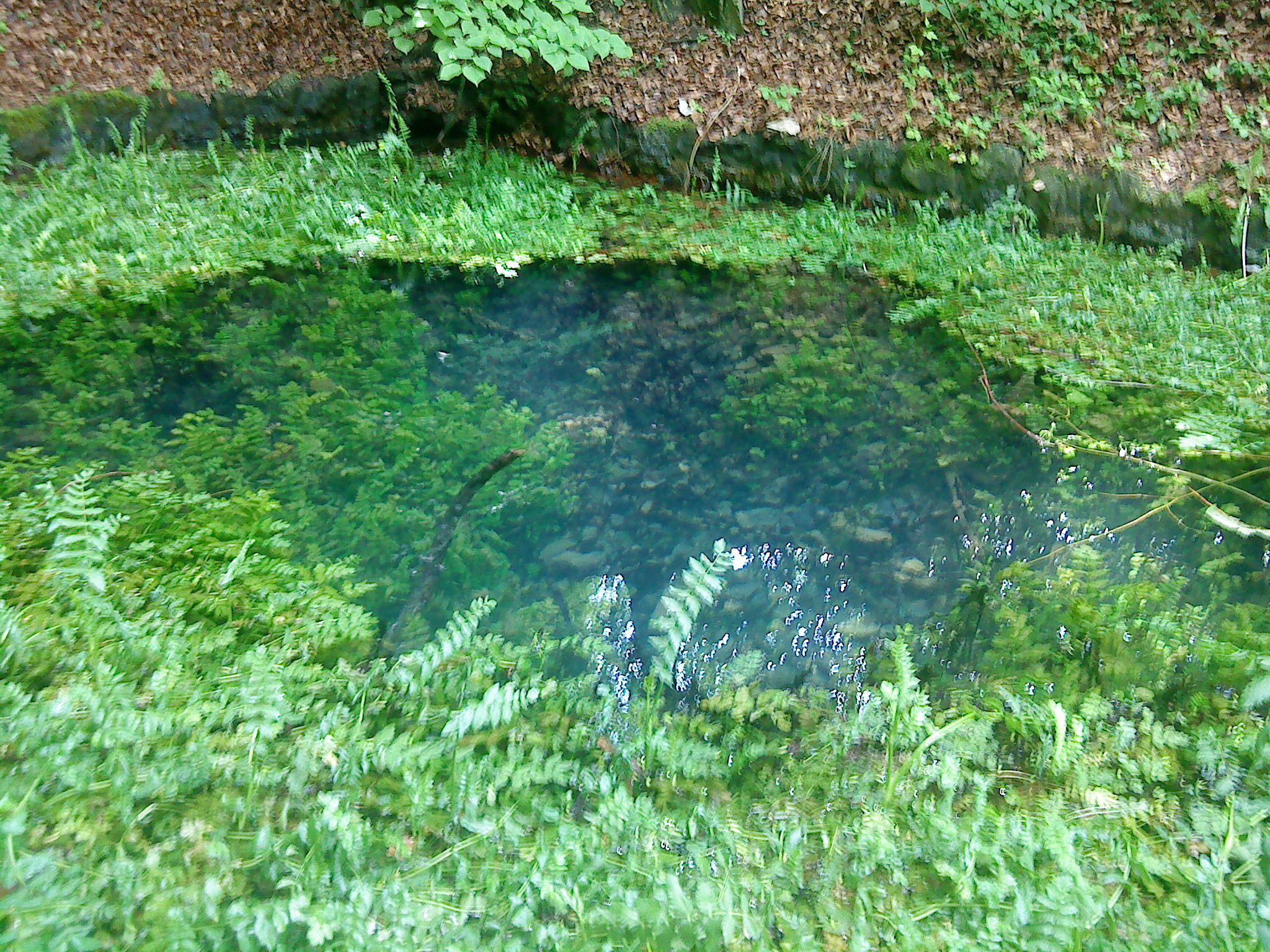
Quellaustritt

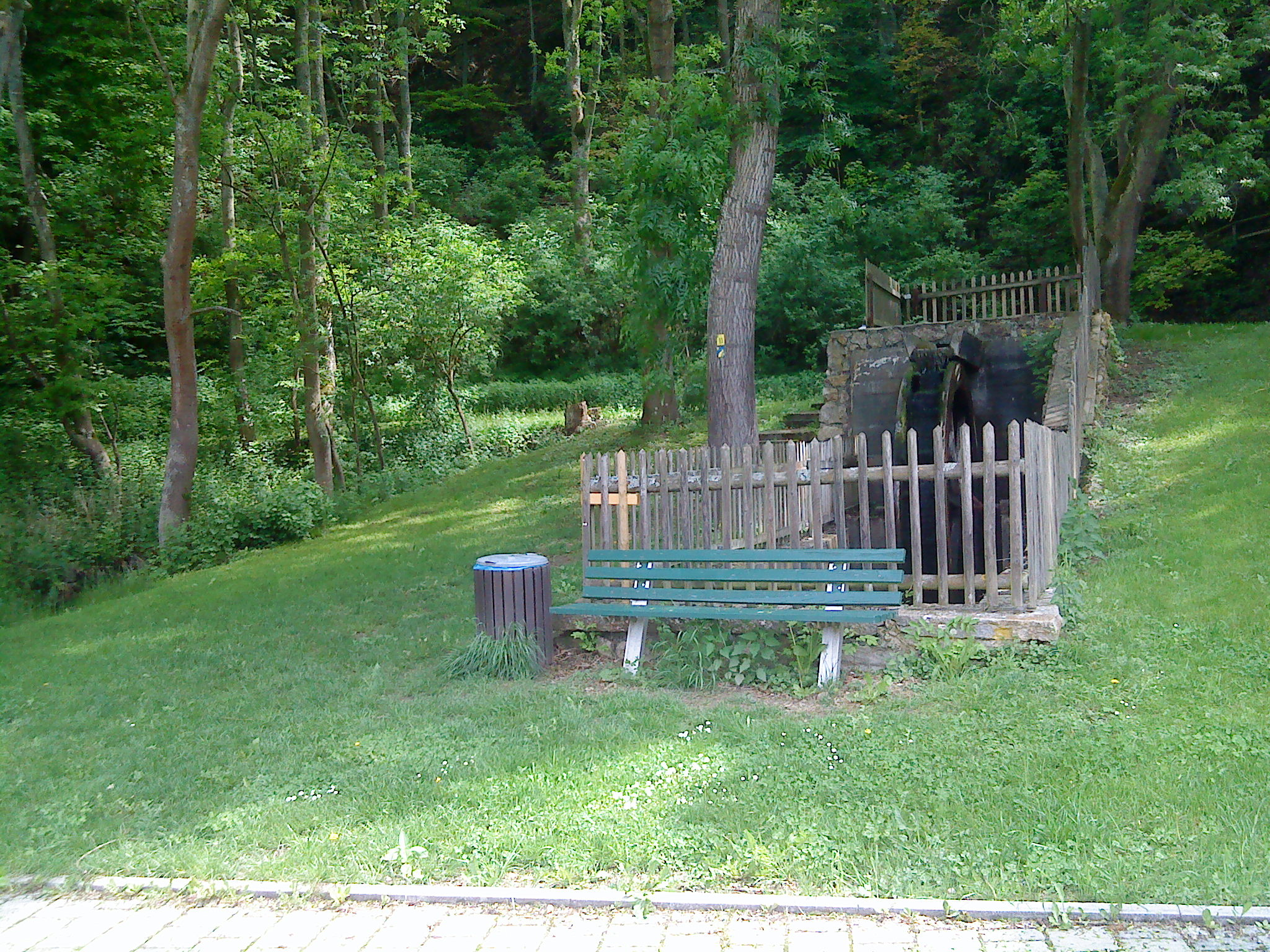
Ein historisches Mühlrad wird von einem Teil des abfließenden Wassers betrieben

Der Grüntopf befindet sich am nördlichen Ortsrand des Siedlungsteils von Grösdorf rechts der Altmühl, der mit Kipfenberg zusammengewachsen ist. Am Fuße eines Felsens am unteren Talhang entspringt die Karstquelle auf etwa 390 m ü. NN und treibt ein historisches hölzernes Mühlrad an. Der abfließende Bach mündet nach weniger als 300 Metern in die Altmühl. 

## Daten
Der Quelltopf hat einen Durchmesser von etwa 6 Metern und schimmert leicht grün. Die Karstquelle hat eine mittlere Schüttung von 140 Litern pro Sekunde und steht mit einer Doline bei Denkendorf in direkter Verbindung. Bei Kontrastwasseruntersuchungen, die 1958 im 5 km entfernten Denkendorf durchgeführt wurden, konnten einige Stunden später Spuren der Versuchssalze im Wasser des Grüntopfes festgestellt werden.

## Geotop
Die Karstquelle ist vom Bayerischen Landesamt für Umwelt als bedeutendes Geotop (Geotop-Nummer: 172R014) und Naturdenkmal ausgewiesen.

## Geschichte
Im Jahre 1631 standen am aus dem Grüntopf abfließenden Bach drei Mühlen. Die Obermühle direkt am Quelltopf diente noch im 20. Jahrhundert als Glasschleiferei. Das Gebäude der Mittelmühle steht noch heute. An der Mündung des Baches in die Altmühl lag die Wassermühle. 1920 stellte man dort noch Holzwolle und Holzschachteln her. Erst 1928 bei der Altmühlregulierung wurde die Mühle stillgelegt. Die Gebäude der alten Wassermühle und der daneben errichteten Kunstmühle, die bis 1956 in Betrieb war, sind heute noch zu sehen. Ein Bildstock aus dem Jahre 1622 vor dem ehemaligen Wohnhaus des  Malers Carl Otto Müller erinnert an den einstigen Wassermüller.